# Koninklijke Gemeentelijke Harmonie van Koksijde

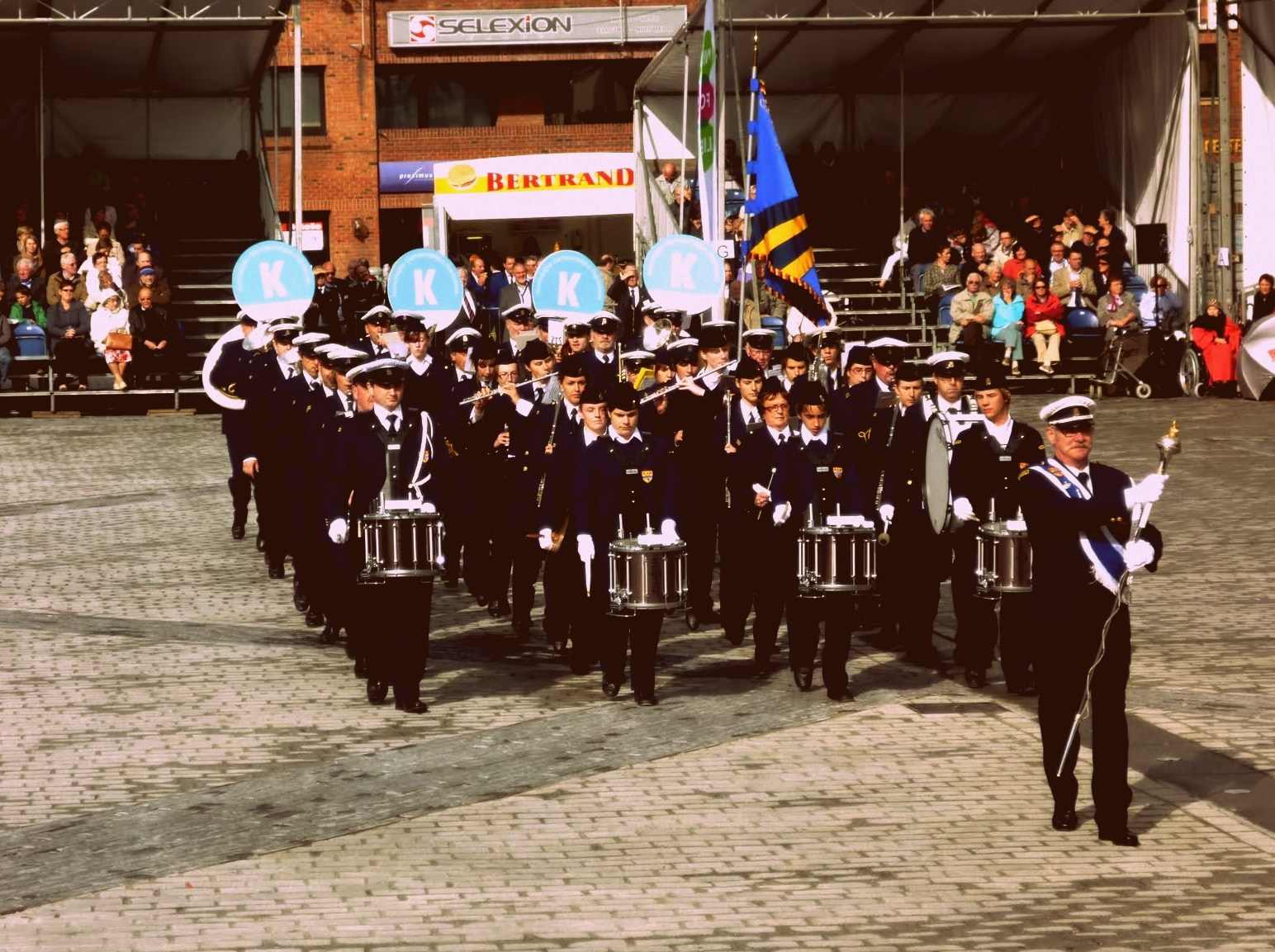
Deelname aan het Herfstmuziekfestival van Izegem in 2011 van de
Koninklijke Gemeentelijke Harmonie Koksijde

De Koninklijke Gemeentelijke Harmonie Koksijde is een harmonieorkest dat in de gemeente Koksijde in de provincie West-Vlaanderen in 1950 werd opgericht.
Na de Tweede Wereldoorlog ontwikkelde Koksijde zich snel tot een bloeiende toeristische kustgemeente. Er werden meer activiteiten ontwikkeld ten behoeve van de toeristen en het groeiende aantal inwoners. Om al deze evenementen en plechtigheden op te luisteren ontstond in 1950 de gemeentelijke harmonie. Oorspronkelijk een orkest met uitsluitend of veel gemeentepersoneel werd het na enkele jaren een volwaardig harmonieorkest met optredens in binnen- en buitenland. De meeste activiteiten situeerden zich in de sfeer van wandelconcerten, fakkeltochten, stoeten en ontvangsten van personaliteiten.
Binnen deze vereniging bestaat er een harmonieorkest, een jeugdensemble "Aerofoon" (1977), een trommelkorps, de Millennium Big Band (2000) en de Ruytingen Blaaskapelle (1974).

Sinds het ontstaan van de harmonie hadden drie dirigenten er de muzikale leiding:
1. 1950 - 1964: Joseph Wynsberghe
2. 1966 - 1989: Marnix Rousseeuw
3. 1990 - heden: Luc Note

Momenteel bestaat de harmonie uit een 60-tal enthousiaste muzikanten van alle leeftijden. De harmonie verzorgt jaarlijks 2 podiumconcerten, namelijk het lenteconcert en nieuwjaarsconcert. In 2002 behield de harmonie op het provinciaal tornooi haar rangschikking in de afdeling “uitmuntendheid”. Ook op straat komt de harmonie nog steeds tot haar recht. Dit met een 12-tal wandelconcerten in zowel de ontspannende sfeer zoals bijvoorbeeld de carnavalstoet en de garnaalstoet, als bij officiële plechtigheden.